# National Velvet (televisieserie)

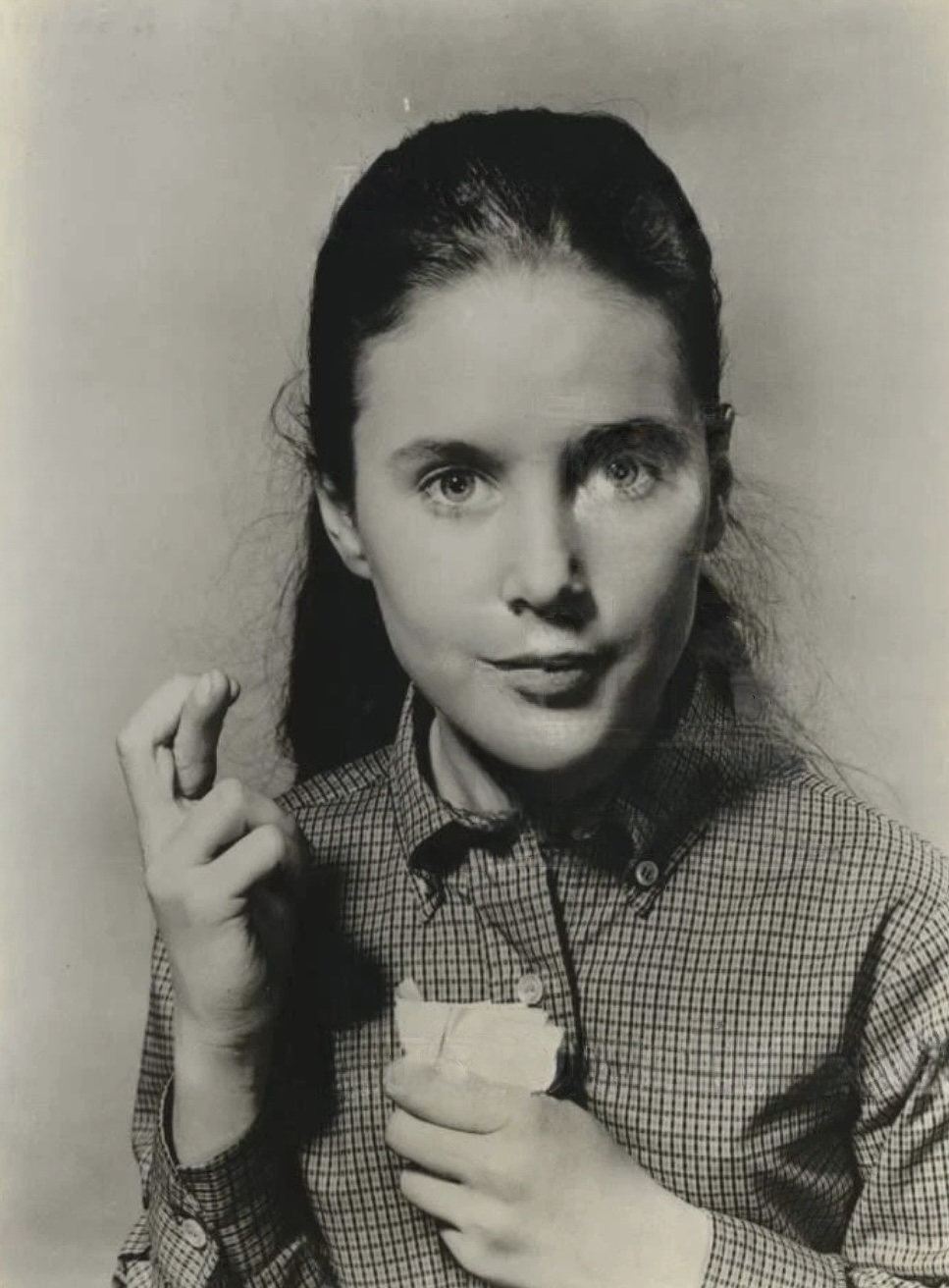
Lori Martin als Velvet Brown (1961)

National Velvet was een Amerikaanse dramareeks die uitgezonden werd door NBC van 18 september 1960 tot en met 17 september 1962; twee seizoenen ofwel 58 afleveringen. De reeks is gebaseerd op het gelijknamige boek van Enid Bagnold uit 1935 en de gelijknamige film uit 1944.

## Verhaal
Velvet Brown is een meisje dat op een melkveeboerderij woont met haar ouders, Martha en Herbert Brown, ex-jockey Mi Taylor, haar broer Donald en haar zus Edwina. Velvet bezit een volbloedhengst genaamd King waarvan ze hoopt dat hij ooit zal meedoen aan de Grand National.

## Rolverdeling
| Acteur          | Personage     |
| --------------- | ------------- |
| Lori Martin     | Velvet Brown  |
| Arthur Space    | Herbert Brown |
| Carole Wells    | Edwina Brown  |
| Joey Scott      | Donald Brown  |
| Ann Doran       | Martha Brown  |
| James McCallion | Mi Taylor     |